# Världsmästerskapen i bordtennis 1948
Världsmästerskapen i bordtennis 1948 spelades i Wembley Arena under perioden 4-11 februari 1948.

## Medaljörer

### Lag
| Disciplin            | Guld                                                                                    | Silver                                                                                       | Brons                                                                           |
| Herrarnas lagtävling | Tjeckoslovakien Ivan Andreadis Max Marinko Ladislav Štípek František Tokár Bohumil Váňa | Frankrike Guy Amouretti Maurice Bordrez Charles Dubouille Michel Haguenauer Eugène Manchiska | Österrike Heinrich Bednar Rudolf Diwald Otto Eckl Heribert Just Herbert Wunsch  |
| Herrarnas lagtävling | Tjeckoslovakien Ivan Andreadis Max Marinko Ladislav Štípek František Tokár Bohumil Váňa | Frankrike Guy Amouretti Maurice Bordrez Charles Dubouille Michel Haguenauer Eugène Manchiska | USA Richard Miles Garrett Nash William Price Martin Reisman                     |
| Damernas lagtävling  | England Dora Beregi Margaret Franks Elizabeth Steventon Vera Thomas                     | Ungern Gizella Farkas Loretta Gyorgy Rozsi Karpati                                           | Rumänien Sari Kolosvary Angelica Rozeanu                                        |
| Damernas lagtävling  | England Dora Beregi Margaret Franks Elizabeth Steventon Vera Thomas                     | Ungern Gizella Farkas Loretta Gyorgy Rozsi Karpati                                           | Tjeckoslovakien Eliska Furstova Marie Kettnerová Vlasta Pokorna Marie Zelenkova |

### Individuellt
| Disciplin   | Guld                         | Silver                      | Brons                          |
| Herrsingel  | Richard Bergmann             | Bohumil Váňa                | Ivan Andreadis                 |
| Herrsingel  | Richard Bergmann             | Bohumil Váňa                | Guy Amouretti                  |
| Damsingel   | Gizella Farkas               | Vera Thomas                 | Angelica Rozeanu               |
| Damsingel   | Gizella Farkas               | Vera Thomas                 | Vlasta Pokorna                 |
| Herrdubbel  | Ladislav Štípek Bohumil Váňa | Adrian Haydon Ferenc Soos   | Viktor Barna Richard Bergmann  |
| Herrdubbel  | Ladislav Štípek Bohumil Váňa | Adrian Haydon Ferenc Soos   | Heinrich Bednar Herbert Wunsch |
| Damdubbel   | Margaret Franks Vera Thomas  | Dora Beregi Helen Elliot    | Leah Thall Thelma Thall        |
| Damdubbel   | Margaret Franks Vera Thomas  | Dora Beregi Helen Elliot    | Audrey Fowler Irene Lentle     |
| Mixeddubbel | Richard Miles Thelma Thall   | Bohumil Váňa Vlasta Pokorna | Richard Bergmann Dora Beregi   |
| Mixeddubbel | Richard Miles Thelma Thall   | Bohumil Váňa Vlasta Pokorna | Ferenc Sidó Angelica Rozeanu   |

### Fotnoter
1. ↑  ”World Championships Results”. ITTF Museum. Arkiverad från originalet den 11 maj 2012. https://web.archive.org/web/20120511103023/http://www.ittf.com/museum/results/WorldChresults.html. Läst 7 april 2012.
2. ↑  ”ITTF Statistics”. ittf.com. Arkiverad från originalet den 29 oktober 2013. https://web.archive.org/web/20131029234559/http://www.ittf.com/ittf_stats/All_events4.asp?Competition_ID=15. Läst 7 april 2012.